# Гробничко поље
Гробничко поље је крашко поље у североисточном делу Истре у Хрватској. Налази се у подножју планине Обруч, недалеко од Ријеке. Захвата површину од око 25 km², дугачко је 6, а широко четири километра. Кроз поље протиче река Рјечина.
Средином Гробничког поља уздиже се узвишење Хум, које га дели на два дела — Западни и Источни. Први је насељенији и пољопривредно продуктивнији. Клима је умерена са средњим годишњим температурама 11-12 °C. Важнија насеља су Гробник, Дражице, Јелење и др.